# Mångkultur
Mångkultur, mångkulturalism eller multikulturalism, är ett sociologiskt och kulturteoretiskt uttryck med flera olika betydelser. Som beskrivande begrepp syftar det på ett förhållande där flera etniska grupper med olika kulturer samlas inom samma politiska enhet. Mångkulturalism kan också syfta på ideologiska samhällsanalyser som i olika grad bejakar influenser av olika etniskt och kulturellt ursprung som något gott eller ofrånkomligt. Mångkulturalism behandlar bland annat det offentligas sätt att hantera ett samhälle, med många etniska bakgrunder och tolerans inför kulturella skillnader inom samma stat. Som synonymer och närliggande begrepp förekommer "etnisk mångfald" och "kulturell pluralism". Termen användes först 1957 för att beskriva Schweiz, men spreds under 1960-talet, framförallt i Västeuropa och USA. I Sverige användes begreppet för första gången av samhällsdebattören David Schwarz, i Sveriges Radio fredagen den 13 augusti 1965.
Multikulturalism har beskrivits som en modern vänsterideologisk rörelse.

## Definition
Termen mångkultur används ofta för att beskriva samhällen som bär inslag av eller innefattar många olika kulturer, exempelvis på grund av immigration. Skillnaderna kan orsaka oro för att nationen ska förlora sin identitet, men också kulturella utbyten som ger fördelar till de olika grupperingarna. Det kan till exempel handla om nya influenser i konst, litteratur och filosofi, samt sammansmältningar av musikstilar, klädstilar och maträtter.
Per Bauhn, professor i praktisk filosofi, definierar multikulturalism som en politisk-filosofisk doktrin som gör gällande:
1. Att individers möjlighet till meningsfulla liv är avhängig deras kulturella identitet.
2. Att alla kulturer därför förtjänar respekt.
3. Att det bör råda jämlikhet mellan majoritets- och minoritetskulturer.
4. Att denna jämlikhet bör skapas med hjälp av lagstiftning som garanterar individer särskilda rättigheter eller befriar dem från vissa skyldigheter i kraft av deras kulturella identitet.

Bauhn menar att multikulturalismen förespråkar olika rättigheter och skyldigheter för olika kulturgrupper, och att den därför avviker från den demokratiska principen om lika rättigheter och skyldigheter för alla medborgare.

## Majoriteter och minoriteter

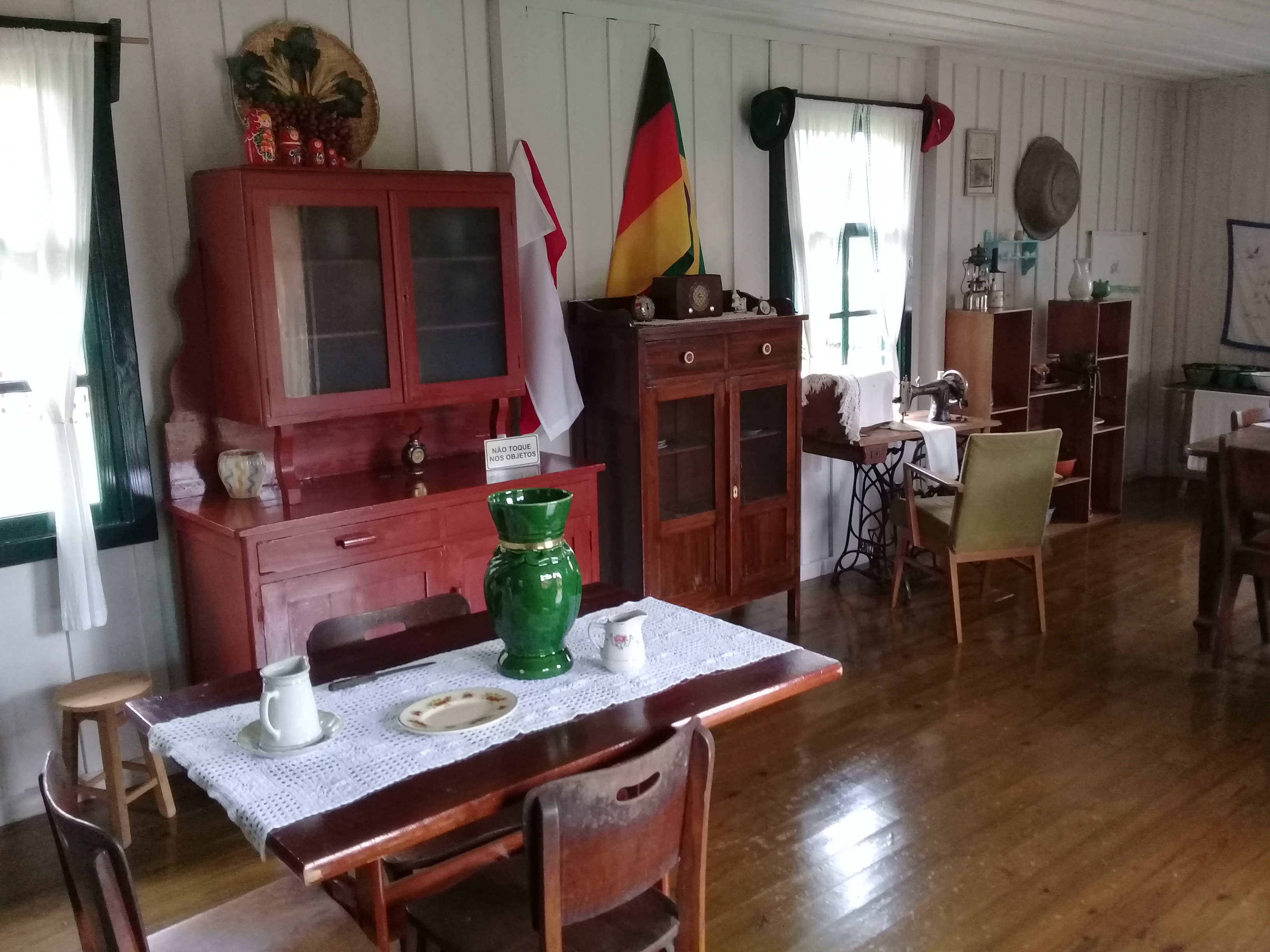
Hus med element av människor från olika länder, inklusive ryssar och tyskar, i Carambeí i södra Brasilien, en stad med majoriteten av nederländsk härkomst.

I de flesta mångkulturella samhällen är en kultur i majoritet; människor som tillhör eller tillskrivs den kulturen kallas majoritetsbefolkning. Om en etnisk grupp funnits i området först, är en minoritet och bevarat sin kulturella särart kallas de ursprungsfolk (fullständig definition finns i ILO-konvention nr 169).

## Politik
Mångkultur är också en term som används för att beskriva hur en stat bör agera gentemot olika kulturer inom samma nation. Det finns grovt sett tre olika sätt för en stat att närma sig invandrare och deras kulturer:[källa behövs]
- monokultur - där policyn är att assimilera invandrarna i det existerande samhällets kultur[källa behövs]. Assimilation är vad FN:s flyktingkonvention från 1951 föreskriver i artikel 34.[7][förtydliga]
- smältdegeln - en variant av mångkultur där alla invandrarkulturerna blandas utan större statlig eller offentlig inblandning. Den här metoden associeras främst med USA, där dock olika delstater inom federationen har olika språkpolicyer.[källa behövs]
- mångkultur - i jämförelse med de två metoderna ovan bygger mångkultur på att invandrare och andra ska behålla sina kulturella identiteter och att de olika kulturerna ska existera sida vid sida. Den riklinjen används bl.a. i Kanada, Australien och Sverige.[8][förtydliga][när?] Nederländerna tillämpade tidigare multikulturalism men övergav den officiellt år 2011 till förmån för assimilation.[9]

## Mångkultur som ideologi
Som beteckning för en ideologisk rörelse har multikulturalism eller mångkulturalism beskrivits som en samtida vänsterideologisk rörelse. Denna ideologi bygger på idén att alla (eller de allra flesta) mänskliga kulturer förtjänar respekt och att människors identitet är nära knuten till deras medlemskap i en viss kultur. Därför bör stater inte förespråka eller påtvinga befolkningen sociala eller kulturella normer. Uppfattningen är att mångkultur berikar ett land och att det inte krävs någon gemensam underliggande kultur för ett lands sammanhållning och effektivitet. Således anses till exempel en ökad andel muslimer i väst-länder bidra positivt till gemensamma sociala värden såsom familjesammanhållning, omsorg om utsatta människor och benägenhet att dela med sig av resurser till civilsamhället, exemplifierat med religionen islam, dess företrädare och dess institutioner. Muslimer och islam ses som ett gott exempel på hur kulturer utanför västvärlden kan berika och komplettera etablerade kulturer i västvärlden.
Som politisk ideologi syftar multikulturalism till att hitta vägar att för olika kulturer och livsstilar att fungera tillsammans. Ett sätt att tolka detta är att alla kulturer respektfullt ska likabehandlas. Ett annat synsätt är att skillnader mellan kulturer och etniciteter, i synnerhet minoriteters, anses behöva erkännas inom en dominerande politisk kultur. Begreppet kan också tolkas som att minoritetskulturer skall skyddas genom grupprättigheter och särlagstiftning. Mångkulturalism har kritiserats för att den tillmäter alla kulturer lika värde oavsett om de bygger på patriarkala eller jämlika människosyner.

## Per land

### Skandinavien
I Skandinavien domineras multikulturalismen av debatter kring jämställdhet mellan könen, äktenskap, klädedräkt, religiösa skolor, begravningsseder.
Tvångsäktenskap har debatterats i Danmark, Sverige och Norge och i alla tre länder framhålls jämlikhet, kvinnorättighteter och hedersförtryck av flickor i patriarkala familjer, men länderna skiljer sig åt i praktiken.
Trots de tre ländernas sinsemellan olika metoder för att integrera minoriteter, hade alla tre länderna år 2006 i stort sett lika hög arbetslöshet för invandrargrupper med icke-västlig bakgrund.

#### Danmark
I Danmark har politiken sedan 2001 gått ifrån liberal pluralism i riktning mot en lägre tolerans för mångfald och politiken syftar snarare till assimilation. Danska myndigheter har bland annat sänkt pengabidragen till flyktingar och höjt åldern för familjeåterförening via äktenskap med dansk medborgare. Är den danska medborgaren under 24 år medges inget uppehållstillstånd i Danmark för den utländska äktenskapsparten. Danska myndigheter har antagit en handlingsplan för att bekämpa tvångsäktenskap, som är i strid med dansk lag. Som en del av handlingsplanen skall även arrangerade äktenskap och kusinäktenskap bekämpas.

#### Sverige

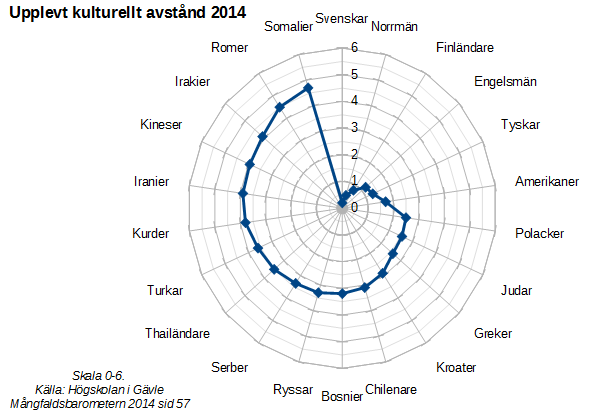
Mångfaldsbarometern 2014 - Den svenska majoritetsbefolkningens upplevda kulturella avstånd till andra grupper. Källa: Högskolan i Gävle

Sverige har sedan tidigt 1970-tal en högre andel icke-västliga invandrare än Danmark och Norge.
Den 14 maj 1975 antog Sveriges riksdag en politik som betonade att invandrare i Sverige bör "ges möjlighet att välja i vilken mån de vill gå upp i en svensk kulturell identitet eller bibehålla och utveckla den ursprungliga identiteten".
Enligt rapporten Botrender 2008 var mindre än var fjärde svensk, 23 procent, benägen att bo i områden som präglas av kulturell, etnisk och social mångfald. Enligt en annan undersökning (Integrationsbarometer 2007) som publicerades 2007 var en majoritet (55 procent) motvilliga till att flytta till ett område med många muslimer.
Högskolan i Gävle gjorde år 2014 en enkätundersökning där slumpmässigt utvalda personer, varav 90 procent var födda i Sverige, fick uppge det upplevda kulturella avståndet till olika grupper och nationaliteter. Det geografiska avståndet hade viss betydelse för den upplevda kulturella skillnaden, men religion och gemensam historia hade också betydelse. I allmänhet upplevdes nationaliteter och folkgrupper där kristendom (och judendom) var dominerande som kulturellt närmare än grupper med islam som dominerande religion. Utfallet blev att det närmaste avståndet upplevdes till invånare i de nordiska grannländerna. 
Nästa grupp i avstånd blev engelsmän, tyskar och amerikaner som tillhör de grupper med västeuropeiskt ursprung som svenskar under lång tid haft täta kontakter med. Avståndet upplevdes i allmänhet kortare till människor från kristna protestantiska länder. Därefter följde en tredje grupp bestående av katolska länder (Polen, Kroatien och Chile) samt Grekland (ortodoxt kristet). Den fjärde gruppen utgjordes av bosnier (majoritet muslimer) och kristna ortodoxa länder (Ryssland och Serbien). Den femte gruppen utgjordes av thailändare och kineser, tillsammans med människor ifrån muslimska regioner, och länder som Turkiet, Kurdistan, Iran och Irak. Det största kulturella avståndet uppgavs gentemot romer och människor från Somalia.
Människor i Sverige från länder som Jemen, Jordanien, Irak, Palestina, Somalia och Afghanistan är uppvuxna i samhällen där staten antingen är obefintlig eller dysfunktionell. Dessa länder har, till skillnad från Sveriges rättsstatskultur, kollektivistiska kulturer och organiserar sig i klanstrukturer. När individer från dessa länder invandrar till Sverige kan därför en rättskulturkonflikt uppstå i att svensk lagstiftning bygger på individens relation till staten, medan rätt i kollektivistiska kulturer inte sällan skipas av klanen. Det senare förfaringssättet ger upphov till parallellsamhällen som hotar svensk demokrati.
Islamistiska idéer om att islamisera staten innebär också en konflikt, med den rådande svenska liberala, sekulära och demokratiska kulturen liksom med svenska idén om jämställdhet. Islamistiska idéer förespråkas och sprids i Sverige, särskilt inom den så kallade salafistiska miljön, men kunskapen om dess mer exakta utbredning i samhället brister.
Mångkulturalism kan ibland ge upphov till offerretorik, att den starke förväntas värna den svage. Framställandet av muslimer som religiös grupp och marginaliserade offer, kan då resultera i att anpassning av det sekulära svenska majoritetssamhället till islamistisk känslighet, framstår som rimlig istället för tvärtom. I ett samhälle präglat av sådan offerretorik tenderar Lars Vilks ses som ett större moraliskt problem än de muslimer som hotar att döda honom, och kritik av islam likställs med hat mot muslimer.
Den multikulturalistiska ideologins anhängare har kritiserats för att förhindra diskussion, som potentiellt skulle kunna bidra till en bättre förståelse, av såväl integration som muslimers situation, genom att de som tar upp sådana ämnen till diskussion klassificeras som rasister.

### Tyskland
Förbundskansler Angela Merkel sa under ett tal till unga medlemmar av hennes parti CDU oktober 2010, att hennes försök att skapa ett multikulturellt samhälle totalt hade misslyckats. Inom CDU har Merkel pressats att vara strängare mot invandrare som inte visar någon vilja att anpassa sig till det tyska samhället.